# Discografia de Vitor Kley
A discografia de Vitor Kley, um cantor brasileiro consiste em 5 álbuns de estúdio, 1 extended play e 20 singles (Incluindo 5 como artista convidado lançados desde o início de sua carreira. Entre 2009 e 2012, Vitor lançou dois álbuns de forma independente apenas no Rio Grande do Sul, Eclipse Solar e Luz a Brilhar, época em que foi apadrinhado pelo cantor Armandinho. Em 2015, assinou contrato com a gravadora Midas Music e passou a ser produzido por Rick Bonadio, despontando em outras regiões do país com o single "Dois Amores". Em 2018, lançou seu terceiro álbum, Adrenalizou, com o qual atingiu sucesso com as faixas "O Sol", "Morena" e "Adrenalizou".

## Álbuns

### Álbuns de estúdio
| Álbum         | Detalhes                                                                                      | Certificações  |
| ------------- | --------------------------------------------------------------------------------------------- | -------------- |
| Eclipse Solar | - Lançamento: 4 de dezembro de 2009 - Formato: CD, download digital - Gravadora: Independente | —              |
| Luz a Brilhar | - Lançamento: 20 de março de 2012 - Formato: CD, download digital - Gravadora: Independente   | —              |
| Adrenalizou   | - Lançamento: 18 de outubro de 2018 - Formato: CD, download digital - Gravadora: Midas Music  | - PMB: Platina |
| Microfonado   | - Lançamento: 12 de setembro de 2019 - Formato: CD, download digital - Gravadora: Midas Music | —              |
| A Bolha       | - Lançamento: 18 de junho de 2020 - Formato: CD, download digital - Gravadora: Midas Music    | —              |

### Extended plays(EPs)
| Álbum               | Detalhes                                                                                   |
| ------------------- | ------------------------------------------------------------------------------------------ |
| Vitor Kley          | - Lançamento: 11 de novembro de 2016 - Formato: Download digital - Gravadora: Midas Music  |
| Ao Vivo em Portugal | - Lançamento: 20 de fevereiro de 2020 - Formato: Download digital - Gravadora: Midas Music |

## Singles

### Como artista principal
| "Caminho do Hawaii"                                                            | 2009 | —  | —   |                             | Eclipse Solar                 |
| "Luz a Brilhar"                                                                | 2012 | —  | —   |                             | Luz a Brilhar                 |
| "Vem Pra Perto de Mim"                                                         | 2012 | —  | —   |                             | Luz a Brilhar                 |
| "Dois Amores"                                                                  | 2015 | —  | —   |                             | Vitor Kley                    |
| "Farol"                                                                        | 2016 | —  | —   |                             | Vitor Kley                    |
| "Armas a Nosso Favor"                                                          | 2017 | —  | —   |                             | Vitor Kley                    |
| "O Sol"                                                                        | 2017 | 33 | 16  | - : 2× Diamante - : Platina | Adrenalizou                   |
| "Morena" (part. Bruno Martini)                                                 | 2018 | 66 | —   | - : Diamante                | Adrenalizou                   |
| "Adrenalizou"                                                                  | 2018 | 63 | —   |                             | Adrenalizou                   |
| "Pupila" (com Anavitória)                                                      | 2019 | 73 | 171 | - PMB: Diamante             | Não adicionado à nenhum álbum |
| "A Tal Canção pra Lua" (part. Samuel Rosa)                                     | 2019 | 40 | —   |                             | Microfonando                  |
| "O Amor É o Segredo"                                                           | 2020 | 53 | 110 | - : Ouro                    | A Bolha                       |
| "Jacarandá" (part. Vitão)                                                      | 2020 | —  | —   | - : Ouro                    | A Bolha                       |
| "Ainda Bem que Chegou"                                                         | 2020 | 60 | —   |                             | A Bolha                       |
| "A Cura" (com Lulu Santos)                                                     | 2021 | —  | —   |                             | Não adicionado à nenhum álbum |
| "Anjo ou Mulher"                                                               | 2021 | —  | —   |                             | A Bolha                       |
| "Menina Linda"                                                                 | 2021 | —  | —   |                             | A Bolha                       |
| "O Amor Machuca Demais"                                                        | 2021 | 87 | —   |                             | Não adicionado à nenhum álbum |
| "Tudo me Lembra Você"                                                          | 2022 | 99 | —   |                             | Não adicionado à nenhum álbum |
| "Ainda Vou Morrer por não Falar"                                               | 2022 | —  | —   |                             | Não adicionado à nenhum álbum |
| "Porta Retrato" (com Jorge e Mateus)                                           | 2023 | 64 | —   |                             | Não adicionado à nenhum álbum |
| "—" denota títulos que não entraram nas paradas ou não foram lançados no país. |      |    |     |                             |                               |

### Como artista convidado
| Canção                                                  | Ano  | Álbum                         |
| ------------------------------------------------------- | ---- | ----------------------------- |
| "Só Pr'a Te Ver" (Expensive Soul part. Vitor Kley)      | 2019 | A Arte das Musas              |
| "Fique na Minha Vida" (Roberta Campos part. Vitor Kley) | 2019 | Não adicionado à nenhum álbum |
| "Personagem" (Jorge Vercillo part. Vitor Kley)          | 2019 | Nas Minhas Mãos               |
| "Nós do Bonfim" (Maneva part. Vitor Kley)               | 2020 | Não adicionado à nenhum álbum |
| "Vem Depressa" (Luiza Possi part. Vitor Kley)           | 2020 | Microfonado                   |
| "Intensamente" (Di Ferrero part. Vitor Kley)            | 2022 | Não adicionado à nenhum álbum |
| "Mapa" (Melim part. Vitor Kley)                         | 2022 | Quintal                       |
| "Todo Teu" (Sandy part. Vitor Kley)                     | 2022 | Nós, Voz, Eles 2              |

### Singlespromocionais
| Canção                                                                       | Ano  | Álbum                         |
| ---------------------------------------------------------------------------- | ---- | ----------------------------- |
| "Não Temos Tempo" (part. Victor Pradella, Hana Pickler, Pedro Schin e Leash) | 2016 | Não adicionado à nenhum álbum |
| "Zero a Dez" (com Kell Smith)                                                | 2018 | Não adicionado à nenhum álbum |
| "Tudo Pah" (com Priscilla)                                                   | 2022 | Não adicionado à nenhum álbum |

## Outras aparições
| Canção                 | Ano  | Outro(s) artista(s) | Álbum                 |
| ---------------------- | ---- | ------------------- | --------------------- |
| "Avião de Papel"       | 2015 | —                   | #NewActs, Vol. 1      |
| "Toca Uma Regueira Aí" | 2016 | Bruninho & Davi     | B&D no Verão          |
| "Valeu a Pena"         | 2018 | Fernando & Sorocaba | O Chamado da Floresta |
| "Conta Comigo"         | 2022 | —                   | A Liga dos Superpets  |
| "Adoro Amar Você"      | 2022 | Daniel              | Duas Vozes            |
| "Primeiros Erros"      | 2022 | Capital Inicial     | Capital Inicial 4.0   |